# Luis Campusano
Luis Genaro Campusano (Augusta, 29 settembre 1998) è un giocatore di baseball statunitense di origini dominicane, di ruolo catcher, che gioca per i San Diego Padres (MLB).
Con gli stessi Padres ha esordito in MLB nel 2020.